# Johan Gustaf Nordvall
Johan Gustaf Nordvall, född 24 januari 1824 i Kristianstads församling, Kristianstads län, död 2 juli 1876 i Västerås domkyrkoförsamling, Västmanlands län, var en svensk domkyrkoorganist i Västerås församling.

## Biografi
Nordvall föddes 24 januari 1824 i Kristianstad. Han var son till Fredrika Ek. År 1842 tog han organistexamen och kyrkosångareexamen i Stockholm. Han arbetade 1849 som direktör i Växjö. Nordvall blev 1850 domkyrkoorganist och musikdirektör i Västerås församling. Var även sånglärare vid seminariet i staden. Han gifte sig 24 oktober 1860 med Amanda Sophia Widberg (född 1831). De fick tillsammans barnen Erik Gustaf (född 1863), Carl Ivan (född 1864) och Frans Hugo (född 1867). Nordvall avled 2 juli 1876 i Västerås. Han är begravd där på Wallinska kyrkogården.